# 人民派 (阿富汗)
人民派（普什圖語：‎）是阿富汗人民民主黨的一个政治派系，因该派出版机关刊物《人民》周刊而得名。该派历史上的领导人有努尔·穆罕默德·塔拉基（1967—1979年）、哈菲佐拉·阿明（1979年）和塞义德·穆罕默德·古拉布佐伊（1979—1990年）。1967年，由于革命战略不同，阿富汗人民民主党分裂为人民派和旗帜派。
该派的支持者主要是农村的普什图人，特别是来自大帕克蒂亚地区的普什图人。其领导人倾向于采取组织群众的方式，并主张采取阶级斗争推翻当前制度，以带来政治、经济和社会变革。四月革命后，人民派统治了新生的阿富汗民主共和国。人民派进行了激烈的改革，并对异议人士进行了残酷镇压，将阿富汗变成了一个由阿富汗国家利益保卫部（后来的国家安全委员会）控制的警察国家。人民派的镇压激起了阿富汗社会中少数宗教和少数民族的反叛，这导致更多的人加入了流亡于巴基斯坦的伊斯兰政党。1979年12月，苏联武装干预阿富汗并推翻阿明之后，人民派的统治结束。

## 早期历史
1965年1月1日，阿富汗人民民主党举行了第一次全国代表大会。27个人聚集在努尔·穆罕默德·塔拉基在喀布尔的家中，选举塔拉基为总书记，巴布拉克·卡尔迈勒为副书记，并选出了一个5人的中央委员会（或称政治局）。
最后，哈菲佐拉·阿明是唯一一个当选1969年议会议员的人民派成员。

### 人民派与旗帜派的分裂
阿富汗人民民主党因激烈的，有时甚至是暴力的内部冲突而被削弱。人民派倾向于部落，而旗帜派在城市人口和中产阶级中有着更多支持。特别是在意识形态层面，卡尔迈勒与塔拉基对阿富汗革命潜力的看法有所不同：
- 塔拉基认为，革命可以通过建立一个纪律严明的工人阶级政党来实现，这是经典的列宁主义方式；
- 卡尔迈勒则认为，阿富汗相较于列宁式革命的要求来说太不发达了，必须建立一个由爱国反帝力量组成的民族民主战线，以使阿富汗更接近社会主义革命。

《人民报》非常成功，其第一期就售出了20000份，后面各期的数量也均有10000份左右（尽管总共只发行了6期）。1966年5月23日，阿富汗当局以反对伊斯兰教、反对宪法、反对君主制为由查封了《人民报》。而卡尔迈勒的派系创立了《旗帜报》，该报于1968年3月至1969年7月发行。1969年6月，《旗帜报》于议会选举前夕被查禁。

### 1973年共和革命后
1973年阿富汗政变后，由于缺乏良好的政治关系，以及不合作的政策，人民派被排除于新政府之外。在前总统穆罕默德·达乌德汗上台后，人民派曾短暂的主张建立统一战线，试图为其追随者在政府中赢得一席之地，但此举没有成功。人民派声称他们与旗帜派相比更为左倾，更为独立于苏联，但其群众基础并不强大，而在军队中则要强得多。正因如此，人民派放弃了其传统上对在工人阶级中招募党员的强调，而试图在军官队伍中建立自己的权力基础。人民派在喀布尔大学的影响力也很有限。
1973年，人民派开始积极鼓动军人加入他们。此前塔拉基一直负责人民派在军队中的活动，1973年，他将招募的职责交予阿明。这一举动非常成功，到四月革命时，人民派的人数超过了旗帜派2—3倍。莫斯科支持了人民派和旗帜派联合，这可能是为了其能和平退场做准备。两个派系的联合迅速变得松散。但著名的左派活动家米尔·阿克巴尔·海伯尔被政府及其同伙杀害。尽管政府对此事件表示遗憾，但阿富汗人民民主党担心达乌德汗计划将他们全部消灭。就这样，两派暂时放弃了彼此之间的竞争，并努力推翻政府。
在四月革命前夕，哈菲佐拉·阿明是唯一一个没有被捕的中央委员会成员。1978年4月25日，警察并没有像对待其他政治局成员一样将他立刻投入监狱。他是最后一个被捕的人，其监禁被推迟了5个小时。在此期间，阿明在没有权利的情况下，趁政治局成员均入狱，指示人民派军官推翻政府。
人民派军队基层组织为大规模起义做了准备。4月27日，人民派军事领导人向武装部队中的基层组织宣布革命时机已到，从而拉开了革命的序幕。人民派上校穆罕默德·瓦坦贾尔是政变期间的陆军指挥官，他的部队控制了喀布尔。空军中队队长阿卜杜勒·卡迪尔上校对王宫发起了袭击，达乌德汗总统及其大部分家人，包括妇孺在内，都被杀死。

## 四月革命后（1978年4月—1992年4月）
新政府称这次政变为四月革命，这场政变完全是人民派的成就。人民派的胜利一部分是由于达乌德汗误认为旗帜派是更大的威胁。革命的成功使得人民派有效控制了武装部队，与旗帜派相比具有巨大的优势。在革命后的前几个月里，内阁成员以11：10的比例分配，其中人民派占多数。

### 人民派政府（1978年4月—1979年12月）
最初，人民派革命政府曾一度获得阿富汗人民的认可，部分原因是其土地改革计划。但是，到了1978年末，其温和的马克思主义倾向愈发失控，政府的政策也愈发激进，代表性的事件便是国旗被改为红色。
阿富汗人民民主党对伊斯兰教采取的温和政策也很快便被放弃，这是由于人民派试图巩固他们对权力的控制。人民派主导了革命委员会，该委员会将作为政府的统治机构。人民派领导层颁布了八条法令来管理国家。他们暂停了除达乌德汗时期民法和刑法之外的所有法律，发起了土地改革运动，逮捕了数以万计的反对人民派鼓励女孩接受教育的政策的人，并将这些人草率处决。人民派让阿富汗走上了革命道路，这激起了反动派的反抗。

据报道，哈菲佐拉·阿明在伊斯兰化运动中使用的阿富汗民主共和国国旗

阿富汗人民民主党总书记努尔·穆罕默德·塔拉基拒绝容忍军队中的任何旗帜派人士，并坚持要求所有军官均隶属于人民派。到1978年6月，大约800名旗帜派军官在对旗帜派的清洗中退出了武装部队。他们做到了这一点，消灭了反对派并清除了旗帜派构成的任何限制。1979年3月，哈菲佐拉·阿明接任了部长会议主席（即总理），他保留了陆军元帅职务，并成为最高国防委员会副主席。塔拉基仍是阿富汗人民民主党总书记、革命委员会主席和军队的控制者，不过据说他此后把大量时间花在了已更名为人民宫的王宫之中。事情的发展也使得两人日益相左，塔拉基和阿明在人民派内部的竞争日益升温。1979年9月，塔拉基的追随者在苏联的同谋下，多次试图暗杀阿明。最后适得其反，塔拉基被阿明暗杀，这使得人民派分裂。对立的军事集团进一步分裂了人民派。
10月下旬，阿明对叛乱分子进行了军事扫荡，胜利地将4万人（大多数是非战斗人员）驱逐至巴基斯坦境内。到1979年年底，已经有了40万阿富汗难民，其中大部分在巴基斯坦。苏联试图缓和人民派的激进主义，敦促他们去清真寺做礼拜，让旗帜派和非共产党员加入政府，并停止不受欢迎的土地改革运动。这些建议大多被置之不理。最后一位人民派领导人在苏联情报部队控制政府并任命旗帜派的巴布拉克·卡尔迈勒接替他的位置后被杀。

### 旗帜派政府和苏联入侵（1979年12月—1989年4月）
由于人民派领导人担心旗帜派在军队中保有组织，他们发动了一场针对旗帜派的大规模清洗，这使得军队开始出现分歧。20世纪70年代，在阿明的努力下，军官团大部分成员都是人民派。但军队也难免受到反政府情绪的影响，士兵开始出现开小差和叛变。1979年3月，赫拉特爆发了一场起义，该地区的一部分驻军也加入其中。叛军屠杀了苏联公民和人民派成员。
由于对旗帜派的清洗，军队被人民派控制，苏联人别无选择，只能依靠人民派的军官来重建阿富汗军队。人民派军官和士兵对他们的旗帜派对手受到旗帜派政权的优待表示愤懑。心怀不满的人民派经常协助圣战者组织。武装部队中的人民派经常指责他们的旗帜派军官把他们当作炮灰，并抱怨年轻的旗帜派支持者被免除义务兵役。1980年，在庆祝四月革命的四月阅兵上，许多坦克部队继续展示人民派的红旗，而非巴布拉克·卡尔迈勒采用的新国旗。
在人民派内部，塔拉基的追随者和阿明的追随者之间也存在矛盾。阿萨杜拉·萨尔瓦里和塞义德·穆罕默德·古拉布佐伊是亲塔拉基集团的成员，他们称自己为“有原则的人民派”，并于卡尔迈勒政府多次发生冲突。

## 1989年至今

### 纳吉布拉政府（1986年—1992年）
苏联陆军第40集团军撤离阿富汗后，阿富汗人民民主党总书记兼该国总统穆罕默德·纳吉布拉在一定程度上陷入了与其前任卡尔迈勒被苏联任命为人民民主党总书记时相同的不利处境。旗帜派内部对任命纳吉布拉的强烈抵制表明了这一点。这种分裂持续存在，迫使领导人纳吉布拉在他所能维持的旗帜派支持与他所能赢得的人民派联盟之间进行政治博弈。

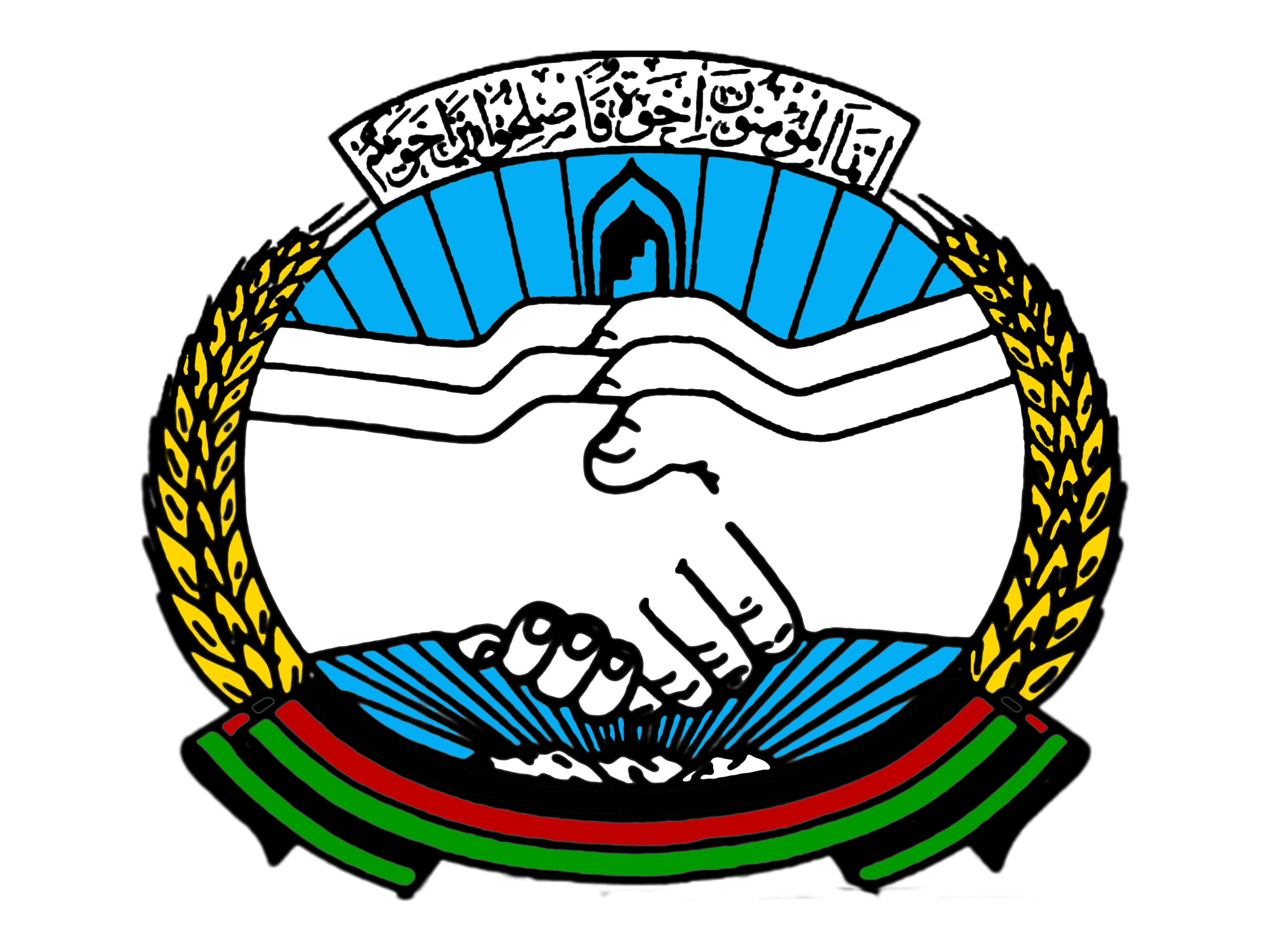
1990年，阿富汗人民民主党转变为祖国党

1989年12月，127名人民派军官因政变未遂被捕。27名军官逃脱，后来与古勒卜丁·希克马蒂亚尔一起出现在白沙瓦的新闻发布会上。前部落事务部长巴查·古勒·瓦法达尔和民航部长哈桑·沙尔克也在密谋者之列。1990年3月，圣战组织领导人希克马蒂亚尔再次试图发动政变，这次他与人民派的国防部长沙纳瓦兹·塔奈合作。塔奈显然也得到了留在政治局的重要人民派成员阿萨杜拉·萨尔瓦里和穆罕默德·古拉布佐伊的支持，他们分别是阿富汗驻亚丁和莫斯科的特使。据说他们与政变和塔奈将军关系密切。然而，塔奈并不能直接控制喀布尔境内的部队。由于通讯不畅，政变最终失败。萨尔瓦里和古拉布佐伊被立即开除出党。

### 阿富汗内战（1992年—2001年）
但最后，在纳吉布拉总统的政府于1992年4月垮台后，前人民派要么加入了塔利班，要么与其他圣战军阀结盟。一个最好的例子是，喀布尔一被攻占，古勒卜丁·希克马蒂亚尔就获得了大多数普什图族人民派强硬派的支持，包括内政部长拉兹·穆罕默德·帕克廷和当时的国防部长穆罕默德·瓦坦贾尔。另一个例子是，塔奈将军（据西方外交消息来源称）为塔利班提供了一批技术过硬的军官。
这样，人民派再次卷入战争，利用他的飞行员驾驶阿富汗空军仅存的米格-21和苏霍伊战斗机，驾驶苏联坦克，使用苏联火炮。由于没有中央政府，又为不同的集团作战，人民派只是阿富汗北方联盟和塔利班之间阿富汗内战的一颗棋子。

### 卡尔扎伊政府（2002年—2014年）
2001年塔利班垮台后，美军进驻霍斯特省，使该地的权力结构发生了重大变化。随着军事部队在该地区开展行动，他们寻求与志同道合的人结盟，这些人与他们有着共同的近期目标。一个奇特的现象是，塔利班战败后出现的权力真空使得曾在20世纪80年代与美国为敌的前共产主义者崛起。这些人坚决反对塔利班，并成为了美国及其同盟在该地区的重要盟友。权力态势的这一意外转变为霍斯特保护部队的成立创造了条件，该准军事组织将在霍斯特省的安全格局中发挥重要作用。
塔利班战败后，其他的人民派人员与哈米德·卡尔扎伊政权建立了相当密切的关系。
- 巴卜拉克·辛瓦里将军，他是塔拉基和阿明领导下阿富汗人民民主党青年事务科的前科长。1992年冬，他移居巴基斯坦白沙瓦。后来，他协助创建了阿富汗—巴基斯坦人民友好协会，并被楠格哈尔省纳兹延地区辛瓦里部的长老理事会选为支格尔大会的成员。

## 知名成员
- 哈菲佐拉·阿明
- 沙纳瓦兹·塔奈
- 努尔·穆罕默德·塔拉基
- 穆罕默德·阿斯拉姆·瓦坦贾尔
- 塞义德·穆罕默德·古拉布佐伊
- 阿萨杜拉·萨尔瓦里